# Marc Perrier
Marc Perrier est scénariste et auteur de pièces de théâtre français.

## Filmographie

### Comme scénariste
- 1984 : Ronde de nuit de Jean-Claude Missiaen. Avec Gérard Lanvin, Eddy Mitchell, Françoise Arnoul
- 1985 : Subway de Luc Besson. Avec Isabelle Adjani, Christophe Lambert, Richard Bohringer et Jean-Pierre Bacri (coscénariste et dialoguiste)
- 1988 : Le Grand Bleu de Luc Besson. Avec Rosanna Arquette, Jean-Marc Barr, Jean Reno (coscénariste)
- 1994 : Dernier Stade de Christian Zerbib. Avec Charles Berling, Christian Bouillette, Nathalie Dorval, Daniel Langlet
- 1994 : Insektors de Georges Lacroix et Renato (coauteur avec Eric Rondeaux et Véronique Herbaut)
- 2007 : T.C.I., court métrage de David Letourneau. Avec Logan Caravallo, Lisa Pauty, Jean Luc Portalier (coscénariste)

### Comme scénariste et réalisateur
- 1992 : La Scène finale de Marc Perrier et Bruno Gantillon. Avec Bernard-Pierre Donnadieu, Isabelle Linnartz, Marc Maurin, Marguerite Mevolhon, Victoria Deville, François Viaur

## Théâtre
- 2006-2007 : Six heures au plus tard, mise en scène de Joël Santoni. Avec Pierre Mondy et Franck Lorrain